# I Don’t Give a Fuck
I Don’t Give a Fuck (dt. sinngemäß Es ist mir scheißegal) ist ein Lied des US-amerikanischen Rappers 2Pac in Zusammenarbeit mit dem R&B-Sänger Pogo. Veröffentlicht 1991 ist I Don’t Give a Fuck der vierte Titel auf 2Pacs Album 2Pacalypse Now. Es wurde kein Musikvideo veröffentlicht. Geschrieben wurde der Song von Tupac Shakur und Ramone „Pee Wee“ Gooden, produziert von Raw Fusion.

## Inhalt
Der Songtext handelt von Polizeigewalt und Rassismus in Ghettos. Am Anfang des Lieds wird Tupac von seinen Freunden angerufen, welche ihm erzählen, sie wären von der Polizei ohne echten Grund geschlagen worden. Ab dann beginnt 2Pac zu rappen. Gegen Ende des Songs sagt er:

“I gotta give my fuck offs. Fuck you to the San Francisco police department. Fuck you to the Marin County Sheriff’s Department. Fuck you to the FBI. Fuck you to the CIA. Fuck you to the B-u-s-h. Fuck you to the Ameri-K-K-Ka, Fuck you to all you redneck prejudice motherfuckers that wanna fuck with me, fuck y’all!”

„Ich werde mich verpissen. Scheiß auf das Polizeirevier von San Francisco, Scheiß auf das Sheriffrevier von Marin County, Scheiß auf das FBI, Scheiß auf die CIA, Scheiß auf Bush, Scheiß auf Ameri-k-k-ka [den Ku-Klux-Klan], Scheiß auf all euch Redneck-Ficker mit Vorurteilen, die mich verarschen wollen, verpisst euch alle!“

## Verwendung
Unter anderem kommt der Song im Soundtrack von Grand Theft Auto: San Andreas, dem fünften Teil der Grand-Theft-Auto-Reihe, vor. Eminem verwendete in seinem Song Just Don’t Give a Fuck ein Sample aus I Don’t Give a Fuck.